# 新・さすらいの用心棒 ベン&チャーリー
『新・さすらいの用心棒 ベン&チャーリー』（しんさすらいのようじんぼうべんあんどちゃありい、原題:Amico, stammi lontano almeno un palmo）は、ミケーレ・ルーポ監督によるマカロニ・ウェスタン。日本では劇場未公開となっている。かつての邦題は『新・さすらいの用心棒』。

## キャスト
※括弧内は日本語吹替（初回放送1979年2月7日『水曜ロードショー』）
- ベン：ジュリアーノ・ジェンマ（松橋登）
- チャーリー：ジョージ・イーストマン（仲木隆司）
- チャロ：レモ・キャピターニ
- カート：ルチアーノ・カテナッチ
- サラ：マリーザ・メル
- ブッチ：ネッロ・パザフィーニ
- ホーキンス：ジャコモ・ロッシ=スチュアート